# Bracey Wright
Carl Bracey Arman Wright (The Colony, Texas, 1 de juliol de 1984) és un jugador de bàsquet nord-americà.

## Carrera esportiva
Wright va començar jugant al The Colony High School a The Colony, on va liderar a l'equip a un rècord de 29-3 en el seu any sènior després de fer la mitjana 26 punts, 7 rebots, 3 assistències i 4 taps. Va ser triat en el 2n quintet All-America per Parade Magazine. Bracey va passar 3 anys a la Universitat d'Indiana, i en la seva darrera temporada va signar 18.3 punts, 4.8 rebots i 2.7 assistències. A més, va ser membre de l'equip jove dels Estats Units que va vèncer el torneig de les Amèriques el 2004 i es va classificar per al Mundial de 2005.
Bracey va ser draftejat per Minnesota Timberwolves en 2ª ronda (lloc 47) del draft del 2005. En la seva temporada rookie, els Wolves li van destinar a Florida Flame de la NBDL. Només va jugar 7 partits amb Minnesota, on va fer una mitjana de 8,9 punts i 2,6 rebots. Per a la 2006-07 els Timberwolves van exercir la seva opció de renovar-li el contracte però va tornar a tenir una temporada pràcticament marginal. L'estiu de 2007 va prendre la decisió de donar el salt a Europa per fitxar per l'Aris Tessalònica de la lliga HEBA, equip amb el qual va jugar l'Eurolliga.
En la temporada 2008-09 arriba a Espanya per fitxar pel DKV Joventut de la lliga ACB, tot i que a meitat de la temporada el club verd i negre li rescindeix el contracte per motius disciplinaris, cosa que va suposar que el jugador acabés jugant la resta de la temporada a les files de l'Aris Tessalònica, el seu anterior equip abans de jugar a l'ACB.
Més tard, Wright va jugar a les lligues belga, francesa i croata abans de tornar a l'ACB per jugar al CAI Saragossa la temporada 2011-12. Després de la seva segona etapa a la lliga espanyola, va jugar a les lligues russa, israeliana, turca i txeca.